# Oleschje

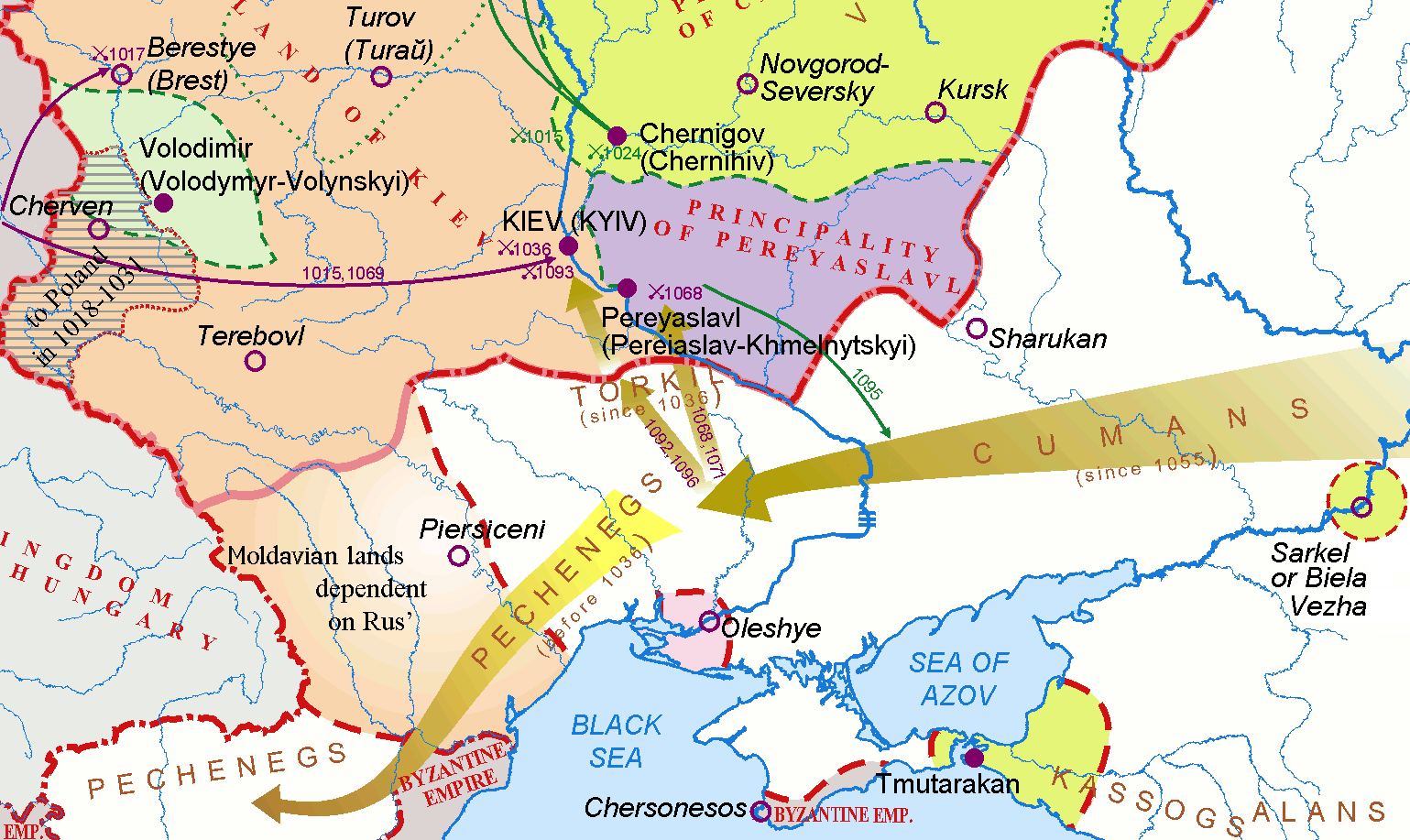
Diese Karte versucht, das 11. Jahrhundert zu rekonstruieren. Oleschje (Oleshye) ist am Fluss Dnipro flussabwärts vom heutigen Cherson eingezeichnet. Einige Forscher glauben, dass Oleschje etwa weiter westlich, am Zusammenfluss von Dnipro und Bug, gelegen war.

Oleschje oder Oleschja (ukrainisch Олешшя; russisch Олешье) war ein befestigter Hafen der Kiewer Rus am Unterlauf des Dnepr und neben Tmutarakan und Belaja Wescha eine von mehreren altrussischen Exklaven in den Gebieten nomadischer Turkvölker. Die Siedlung wurde im 10. Jahrhundert gegründet. Möglicherweise bestand an dieser Stelle vorher ein griechischer Handelsposten. Der Name Oleschje kommt von Les (Wald) und bedeutet Waldgebiet. Die Hafenfestung hatte die Aufgabe, die strategisch wichtige Dnepr-Mündung ins Schwarze Meer zu kontrollieren, da der Dnepr einen wesentlichen Teil des Handelswegs von den Warägern zu den Griechen darstellte, um den herum die Kiewer Rus wuchs. Es ist bekannt, dass russische Fürsten byzantinische Botschafter und Kirchenvertreter oftmals in Oleschje empfingen. Von der Südgrenze der Kiewer Rus, die entlang des Flusses Ros verlief, lag Oleschje 350 Kilometer weit entfernt. Die dazwischen liegenden Steppengebiete, die als das Wilde Feld bekannt waren, waren die Heimstätte verschiedener Reitervölker wie der Petschenegen oder der Polowzer (Kumanen, Kyptschaken), die Oleschje wiederholt angriffen. 
Die mongolische Invasion der Rus im 13. Jahrhundert bedeutete das Ende von Oleschje. Das letzte Mal, dass die ursprüngliche Stadt Oleschja in schriftlichen Quellen erwähnt wird, ist in der Ersten Nowgoroder Chronik (NPL) im Zusammenhang mit der Schlacht an der Kalka im Jahr 1223 zu finden:

„Того же русстии князи не послушаша, нъ послы избиша, а сами поидоша противу имъ; и не дошьдъше Ольшья, и сташа на ДнЂпрЂ.
("Dieselben russischen Fürsten aber hörten nicht darauf, sondern töteten die Gesandten und zogen selbst gegen sie; und sie erreichten Oleschja und standen auf dem Dnepr.")“

Im 18. Jahrhundert gründeten die Saporoger Kosaken in dieser Gegend eine Sitsch, die sie Oleschkiwska Sitsch nannten. Die daraus entstandene Stadt heißt Oleschky.